# エリズバル・オディカゼ
エリズバル・オディカゼ（グルジア語: ელიზბარ ოდიკაძე、グルジア語ラテン翻字: Elizbar Odikadze、1989年6月14日 – ）は、ジョージアのレスリング選手。種目はフリースタイル。
彼は2018年のレスリング世界選手権で銅メダルを獲得。またヨーロッパ競技大会では2016年から2019年まで4年連続で銅メダルを獲得した。ヨーロッパ競技大会では2015年のバクー大会で銀メダル、2019年のミンスク大会で銅メダルを獲得した。
2016年リオデジャネイロオリンピックではレスリング男子フリースタイルに出場し、3位決定戦でルーマニアのアルベルト・サリトフに敗れた。